# BMW S65

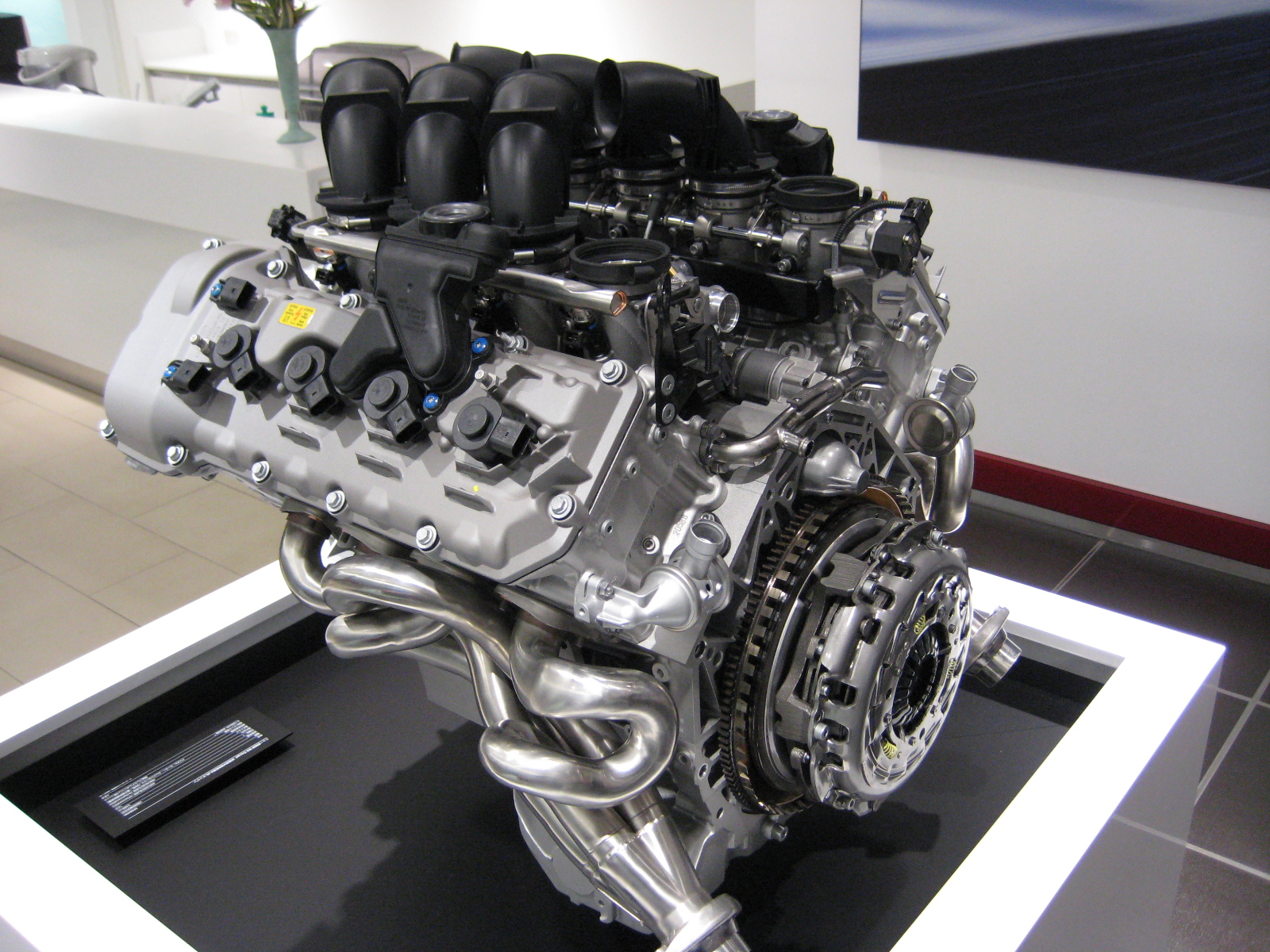
Двигатель BMW S65 без воздухозаборника

BMW S65 — бензиновый двигатель внутреннего сгорания немецкого автоконцерна BMW. Производился с 2007 по 2013 год. Впервые был представлен на BMW M3 (E90). В 2008—2012 годах двигатель получил премию двигатель года.
Диаметр цилиндра двигателя составляет 92 мм, а ход поршня — 75,2 мм. Также двигатель оснащён дроссельной заслонкой и системой детонации VANOS. Степень сжатия составляет 12,0:1. Красная зона составляет 8400 об/мин. Сухая масса составляет 202 кг.
Генератор переменного тока уменьшает или прекращает зарядку аккумулятора во время ускорения с целью увеличить мощность двигателя.

## Технические характеристики
| Тип    | Объём | Мощность                            | Крутящий момент         | Год  |
| ------ | ----- | ----------------------------------- | ----------------------- | ---- |
| S65B40 | см3   | 309 кВт (420 л. с.) при 8300 об/мин | 400 Н*м при 3900 об/мин | 2007 |
| S65B44 | см3   | 331 кВт (450 л. с.) при 8300 об/мин | 440 Н*м при 3750 об/мин | 2010 |